# Wulkow
Wulkow este o comună din landul Saxonia-Anhalt, Germania.